# Хілішеу-Крішан
Хілішеу-Крішан (рум. Hilișeu-Crișan) — село у повіті Ботошані в Румунії. Входить до складу комуни Хілішеу-Хорія.
Село розташоване на відстані 400 км на північ від Бухареста, 45 км на північний захід від Ботошань, 140 км на північний захід від Ясс.

## Населення
За даними перепису населення 2002 року у селі проживали 976 осіб, усі — румуни. Усі жителі села рідною мовою назвали румунську.